# رابرت روس
رابرت روس (انگلیسی: Robert Ross؛ ۱۷۶۶ – سپتامبر ۱۸۱۴ (۴۷−۴۸ سال)) افسر اهل جمهوری ایرلند بود.